# 普拉扎峰
46°11′43″N 10°23′47″E / 46.19533°N 10.39634°E
普拉扎峰（義大利語：Corno Plazza），是意大利的山峰，位於該國北部，由倫巴第大區負責管轄，屬於阿達梅洛-普雷薩內拉阿爾卑斯山脈的一部分，海拔高度2,650米，每年平均降雨量1,386毫米。